# Charles Homer Mouton
Charles Alexandre Homere Mouton (* 8. Dezember 1823 im St. Landry Parish, Louisiana; † 16. März 1912 im Lafayette Parish, Louisiana) war ein US-amerikanischer Politiker. Zwischen 1856 und 1859 war er Vizegouverneur des Bundesstaates Louisiana.

## Werdegang
Charles Mouton, Neffe von US-Senator und Gouverneur Alexander Mouton, besuchte private Schulen und das St. Charles College, ebenfalls in Louisiana. Nach einem anschließenden Jurastudium und seiner 1844 erfolgten Zulassung als Rechtsanwalt begann er in Lafayette in diesem Beruf zu arbeiten. 1855 wurde er Bezirksrichter. Politisch schloss er sich der Demokratischen Partei an. Im Jahr 1850 wurde er in den Staatssenat gewählt.
1855 wurde Mouton an der Seite von Robert C. Wickliffe zum Vizegouverneur von Louisiana gewählt. Dieses Amt bekleidete er zwischen 1856 und 1859. Dabei war er Stellvertreter des Gouverneurs und Vorsitzender des Staatssenats. Im Jahr 1859 trat er vorzeitig von diesem Amt zurück. Während des Bürgerkrieges war Mouton Stabsoffizier bei seinem Cousin Alfred Mouton, der General im Heer der Konföderation war. Danach praktizierte er als Anwalt in New Orleans. Zwischenzeitlich fungierte er auch als Bezirksstaatsanwalt. Er starb am 16. März 1912. Er war auch mit Fernand Mouton verwandt, der zwischen 1916 und 1920 ebenfalls Vizegouverneur von Louisiana war.